# Parque nacional de Mrugavani
El parque nacional de Mrugavani es un parque nacional indio que se encuentra en el estado de Andhra Pradesh. Está situado a 25 km de Hyderabad y se extiende por una superficie de, aproximadamente, 3,60 km². Se encuentra en Chilkur en el mandal de Moinabad, a 20 km de la estación de autobús "Mahatma Gandhi". 
La topografía ondulante del parque tiene exposiciones rocosas y la vegetación es de tipo bosque tropical seco de naturaleza degradada y esparcida por los bosques y prados.

## Flora
Más de 600 especies de plantas se encuentran en el parque, incluyendo hierbas, arbustos, trepadores y árboles como la teca, el palisandro (palo de rosa), el sándalo, neem, el bambú etc.

## Fauna
Entre los animales podemos encontrar: la liebre Lepus nigricollis, chital, gato de la jungla, civeta, serpiente rata oriental (Ptyas mucosus), víbora de Russel, chital, varano de Bengala, cobra india, puerco espín, mangosta, sambar y serpientes Coelognathus helena. 
Más de 100 especies de pájaros ha sido identificadas en el parque incluyendo pavo real, codornices, currucas, charlatanes, perdices, avefrías, patos, zarapitos y Dicaeum minullum. 

## Información para el turista
- Por avión: el aeropuerto más cercano es el de Hyderabad.
- Por tren: la estación ferroviaria más cercana es Hyderabad.

- Por carretera: servicios de autobús están disponibles en Hyderabad, a 25 km del parque.

## Galería de imágenes

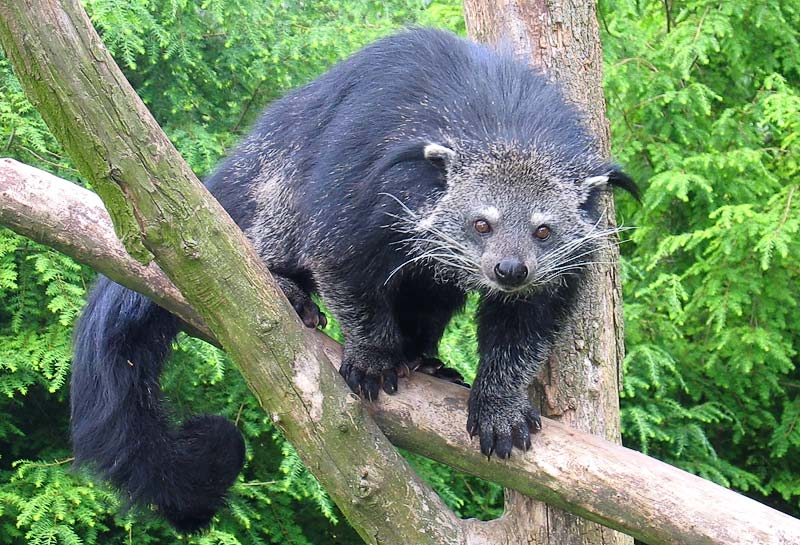
Civeta
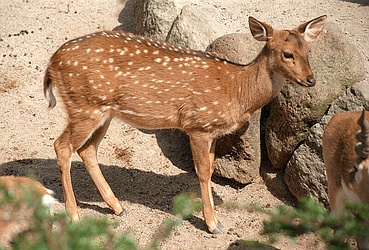
Chital
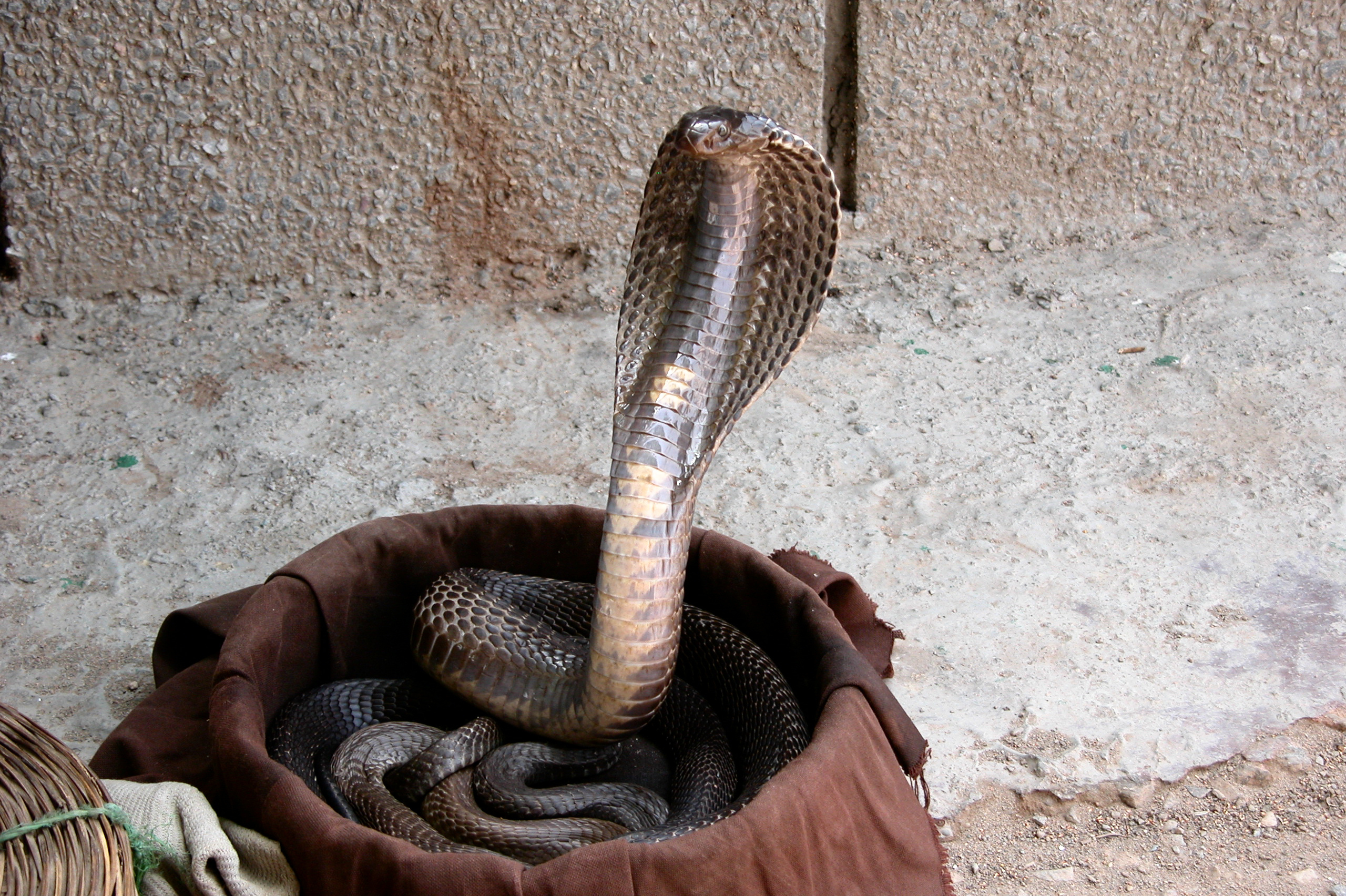
Cobra india
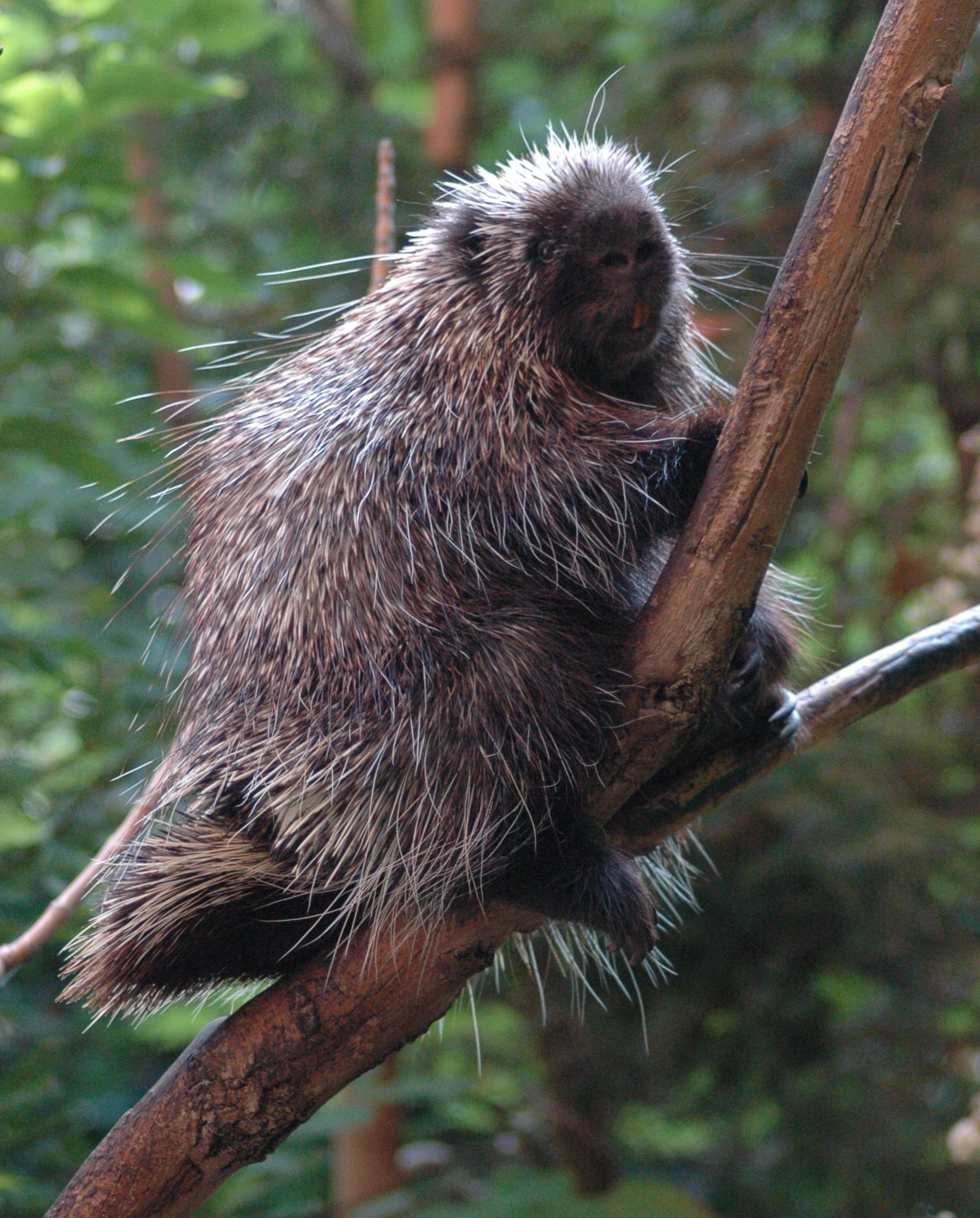
Puerco espín
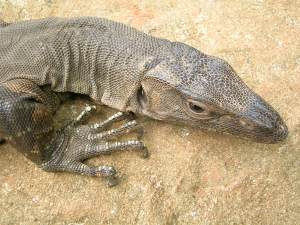
Varano de Bengala